# 질투 (1983년 영화)
"질투"는 1983년에 개봉한 대한민국의 영화이다.

## 캐스팅
- 정윤희 : 문희 역
- 노진아 : 장원 역
- 윤일봉 : 우석 역
- 고두심 : 현숙 역
- 한소룡 : 태식 역
- 한명환
- 나갑성
- 김수경
- 김기중
- 김하림
- 한태일
- 유명순
- 서옥모
- 진경아
- 김계옥
- 김진희
- 박미자